# Análisis fractal

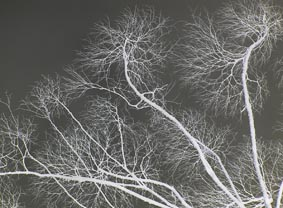
Ramificación fractal de los árboles

El análisis fractal es la evaluación de las características fractales de los datos experimentales, las estructuras naturales, los procesos físicos e incluso el resultado de acciones humanas. El análisis fractal se basa el el cálculo de medidas geométricas asociadas a la autosimilitud (geometría fractal). Entre las medidas destaca especialmente algún tipo de dimensión fractal (existen varios tipos) y otras características como la lacunaridad o valores numéricos calculados a partir del espectro multifractal de un conjunto de datos.
El análisis fractal se utiliza ampliamente en todas las áreas de la ciencia. Los datos analizados pueden ser un conjunto teórico o un patrón o señal extraído de fenómenos como la topografía, objetos geométricos naturales, ecología y ciencias acuáticas, sonido, fluctuaciones del mercado, ritmos cardíacos, dominio de frecuencia en señales de electroencefalografía, imágenes digitales, imágenes médicas, movimiento molecular y ciencia de datos. 
Una limitación importante del análisis fractal es que llegar a una dimensión fractal determinada empíricamente, sólo proporciona una primera aproximación para representar la estructura de datos, no necesariamente prueba que un patrón sea fractal; más bien, deben considerarse otras características esenciales. De hecho ninguna estructura física podría es exactamente fractal a todas las escalas, ya que la existencia de la escala atómica impone un límite físico. En cualquier caso, el análisis fractal es valioso para ampliar nuestro conocimiento sobre la estructura, representar los datos matemáticamente y determianr función de componentes de sistemas y es una herramienta potente para evaluar matemáticamente nuevas áreas de estudio. Se formuló el cálculo fraccional, que es una generalización del cálculo ordinario.
 A veces las características fractales de un objeto varían con su propia escala, para ese tipo de situaciones más generales se desarrolló el análisis multifractal y el espectro de singularidad.

## Principios subyacentes
Los fractales tienen dimensiones fraccionarias, que son una medida de complejidad que indica el grado en que los objetos llenan el espacio disponible. La dimensión fractal, a diferencia de la dimensión topológica, es una magnitud métrica que mide el cambio en el "tamaño" de un conjunto fractal con la escala de observación cambiante y no está limitada por valores enteros. Esto es posible dado que una sección más pequeña del fractal se asemeja al todo, mostrando las mismas propiedades estadísticas a diferentes escalas. Esta característica se denomina invariancia de escala y puede categorizarse además como autosimilitud o autoafinidad, esta última escalada de forma anisótropa (dependiendo de la dirección). Ya sea que la vista del fractal se expanda o contraiga, la estructura permanece igual y parece igualmente compleja. El análisis fractal utiliza estas propiedades subyacentes para ayudar en la comprensión y caracterización de sistemas complejos. También es posible ampliar el uso de fractales a la falta de una única escala de tiempo o patrón característico.
Más información sobre los orígenes: Geometría Fractal

## Tipos de análisis fractal
Existen varios tipos de análisis fractal, como el contaje de cajas, el análisis de lacunaridad, métodos de masa y el análisis multifractal. La característica principal es medir alguna magnitud variando una escala de referencia y usar el análisis de regresión para determinar parámetros fractales. Otra  característica frecuente a los análisis anteriores fractal es la comparación con patrones de referencia con los que evaluar resultados. Estos patrones pueden obtenerse con varios tipos de software generador de fractales capaz de generar patrones de referencia adecuados para este propósito, que generalmente difieren del software diseñado para renderizar arte fractal. Otros tipos incluyen el análisis de fluctuaciones sin tendencia y el método de valor absoluto de Hurst, que estiman el exponente de Hurst.

## Aplicaciones

### Ecología y evolución
A diferencia de las curvas fractales teóricas, que pueden medirse fácilmente y calcularse sus propiedades matemáticas subyacentes, los sistemas naturales son fuentes de heterogeneidad y generan estructuras espacio-temporales complejas que pueden mostrar solo una autosimilitud parcial. Usando el análisis fractal, es posible analizar y reconocer cuándo se alteran las características de los sistemas ecológicos complejos, ya que los fractales pueden caracterizar la complejidad natural en dichos sistemas. Por lo tanto, el análisis fractal puede ayudar a cuantificar patrones en la naturaleza e identificar desviaciones de estas secuencias naturales. Ayuda a mejorar nuestra comprensión general de los ecosistemas y a revelar algunos de los mecanismos estructurales subyacentes de la naturaleza. Por ejemplo, se encontró que la estructura del xilema de un árbol individual sigue la misma arquitectura que la distribución espacial de los árboles en el bosque, y que la distribución de los árboles en el bosque compartía la misma estructura fractal subyacente que las ramas, escalando idénticamente hasta el punto de poder usar el patrón de las ramas de los árboles matemáticamente para determinar la estructura del rodal forestal. El uso del análisis fractal para comprender estructuras y la complejidad espacial y temporal en sistemas biológicos ya ha sido bien estudiado, y su uso sigue aumentando en la investigación ecológica. A pesar de su amplio uso, todavía recibe algunas críticas.

## Bibiografía adicional
- Fractals and Fractal Analysis
- Fractal analysis
- Benoit – Fractal Analysis Software  (enlace roto disponible en este archivo).
- Fractal Analysis Methods for Human Heartbeat and Gait Dynamics  (enlace roto disponible en este archivo).

- Datos: Q2845227